# Сергеева, Лариса Сергеевна
Лари́са Серге́евна Серге́ева (род. 7 марта 1946, Ялта) — советская и российская художница, дизайнер, педагог, художественный критик, искусствовед. Заслуженный художник Российской Федерации (2013), Заслуженный художник Автономной Республики Крым (2009), член-корреспондент Российской Академии художеств (2021).

## Биография
Детство провела в Крыму. В школьные годы занималась также в музыкальной школе, в балетном классе (у М. П. Градовской и П. С. Витенкова) и в драматической студии (у режиссёра А. П. Цветухина); выступала на сцене в балетных и драматических спектаклях. Снялась в роли Гали Пурыгиной в фильме «Друзья-товарищи» (режиссёр В. П. Павловский, Ялтинский филиал киностудии им. М. Горького). Окончила художественную школу им. Ф. А. Васильева (педагоги — Г. И. Чуркина, В. И. Буряковский, Д. М. Журавлёв).
С 1964 года, окончив среднюю школу № 5 им. А. П. Чехова в Ялте, работала окрасчицей на фабрике игрушек.
В 1965 году поступила на факультет прикладного искусства Московского текстильного института. С 1970 года, окончив институт по специальности «художник», работала в экспериментальной лаборатории Загорской трикотажной фабрики, где разрабатывала женский, детский ассортимент, участвовала во внедрении льна в трикотажное производство. С 1971 года — художник лаборатории Рострикотажпрома; разрабатывала промышленный ассортимент, выезжала на предприятия. В 1972—1978 годы состояла членом художественных советов Минтекстильпрома РСФСР и Минлегпрома СССР.
В 1978—1982 годах — старший преподаватель рисунка и композиции в Московском технологическом институте лёгкой промышленности.
В 1979—1982 руководила студией декоративно-прикладного искусства, в которой в основе занятий расписной глиняной игрушкой и расписным деревом лежало народное творчество («московская реплика»).
В 1983—2006 годах работала художником в Оформительско-художественном комбинате, комбинате «Гжель», преподавала художественные дисциплины в Детском реабилитационном центре «Дети Марии», Рязанском художественном училище, преподавала в других учебных заведениях, организовала художественную школу, которую посещало более 80 учащихся всех возрастов, преподавала в ней рисунок, живопись, композицию, мелкую пластику, историю искусств.
Ученики Л. С. Сергеевой участвовали в 89 художественных выставках в России и за рубежом, на которых стали лауреатами, получили 250 наград.
С 2006 года продолжает выступать с научными докладами по тематике художественного творчества, выставляет свои картины на коллективных и персональных выставках, проводит мастер-классы.
Член Союза художников России, Союза дизайнеров России, Ассоциации искусствоведов Творческого союза историков искусства и художественных критиков; Международной ассоциации пастелистов ASPAS (Asociación Pintores Pastelistas Españoles), в активе Art du Pastel en France, почётный гость Министерства культуры Италии (2008). Педагог высшей категории, аттестованный эксперт по детскому художественному творчеству Москвы и Московской области.

### Семья
Отец — Сергей Иванович Сергеев, военнослужащий; мать —  Ефросиния Тимофеевна Сергеева, медицинский работник.
Замужем, имеет сына и дочь.

## Творчество
Ранние живописные работы (1960-е — 1970-е годы) отличаются эмоциональностью и экспрессией. Работы, в масляной или темперной технике, написаны крупным, рельефным мазком со сложно-смешанным цветом и всегда с очень красивыми сочетаниями («Катер у пирса в дождь», «В пионерском парке», «Дом под деревьями»).
Является создателем и теоретиком нового жанра в изобразительном искусстве — экспозе. Возродила витаизм — направление 1920-30-х годов.
Работает в техниках акварель, пастель, темпера, фломастер, карандаш в жанрах натюрморт, пейзаж, карикатура, экспозе, образные эскизы театрального костюма; работы отличаются тонким чувством цвета и композиции.
Натюрморт
Серии современных русских натюрмортов выполнены в манере от реалистического письма обманок до экспрессивных декоративных натюрмортов.
Пейзаж
Серии пейзажей «По Чеховским местам» (Таганрог, усадьбы Чеховых в Мелихово, усадьбы дома-музея А. П. Чехова в Ялте), Италии, Подмосковья, Люберец, Москвы, Беларуси, Украины, России, Сербии, Хорватии, Испании, морских пейзажей выполнены в техниках акварели, сухой пастели, темперы, масла, фломастера, карандаша.
Графика
Серия листов, посвящённых Великой Отечественной войне, наполненных трагедией, героизмом и потерянным детством.
Экспозе
Серии экспозе выполнены мягкими для восприятия графическими средствами фломастер, пастель иногда с добавлением карандаша, акварели. Художественные образы, смысловой заряд произведений изображаются в репортажной манере с определённым отношением к идеям с человеком в центре развития сюжетов, эмоционально выразив содержание в экспрессивной лаконичной гротескно-обобщённой форме.
Образные эскизы театрального костюма
Выполненные в студенческие годы эскизы отличались необычной формой подачи, индивидуальной манерой, техникой, в композиции костюма была использована асимметрия, не соблюдались величины определённые стандартами. Дипломная работа «Женский трикотажный костюм по японским мотивам» состояла из полного комплекта взаимозаменяемых современных предметов одежды, выполненных из пряжи цветов тонких сочетаний, заимствованных из японских укиё-э и Кинусайга; работа включала графический раздел из образных эскизов костюма, предшествующих исполнению рабочих эскизов, расчётов переплетений полотен и конструкций костюма. Автор десятков трикотажных изделий прет-а-порте, растиражированных на российских фабриках. Выполнила эскизы костюма:
- к трагедиям Софокла «Эдип — царь», «Антигона»,
- к трагедии В. Шекспира «Король Лир»,
- к спектаклям Эдмона Ростана «Сирано де Бержерак», Карло Гольдони «Король-олень», «Трактирщица», Фонвизина «Недоросль», новелле Проспера Мериме «Кармен», оперетте В. Ленского «Коломбина».
- образные эскизы византийского, итальянского, испанского, французского, немецкого, русского костюма XII—XVIII веков.

Иллюстрации к литературным произведениям
А. П. Чехова — «Дама с собачкой», «Три сестры», «Чайка».
Н. В. Гоголя — «Ночь перед Рождеством», «Иван Фёдорович Шпонька и его тётушка».  к стихам А. С. Пушкина, И. А. Бунина, С. А. Есенина, М. И. Цветаевой.
Автор декоративных расписных тканей с цветами, народными орнаментами, абстрактными композициями.
Автор слепленных и расписанных по русским народным мотивам декоративных глиняных игрушек, барышень, мамаш, музыкантов, животных коней, коров, коз, петухов, деревьев и домиков, украшений, составляющих тематические композиции.
Работы Л. С. Сергеевой находятся в музеях и частных коллекциях Крыма, России, Хорватии, Алжира, Чехословакии, Германии, Сербии, Италии, Испании, Франции, США, Японии.

### Выставки
В 1971 году впервые участвовала в Московской областной выставке моделей одежды (Выставочный зал Загорска, Московская область) в номинации «Детский ассортимент». Участвовала более чем в 210 коллективных выставках.
персональные
- в Выставочном зале Центральной технологической контрольно-производственной лаборатории Рострикотажпрома (1972; были представлены пейзажи, экспозе, эскизы костюма) — 1-я персональная выставка Л. С. Сергеевой
- Дом-музей А. П. Чехова (Ялта) (2006, 2007, 2008)[2]
- Алуштинский краеведческий музей (2007)[12]
- Ливадийский дворец (2006, 2007)[1]
- Калужский областной художественный музей (2010, 2021)[8]
- Симферопольский художественный музей (2007, 2010)
- Тульский музей изобразительных искусств (2011)
- Керченская картинная галерея (2007, 2015, 2018)
- «Освещённая солнцем» — в выставочных залах Государственного музея А. С. Пушкина в Денежном переулке (2012) — 50-я персональная выставка Л. С. Сергеевой[10] 148 картин.
- Больше 70 персональных выставок.

## Научная деятельность
Автор более 60 научно-исследовательских и учебно-методических работ, опубликованных в том числе в научных сборниках и журналах. Выступала с докладами на научных конференциях (ВНИИ технической эстетики, Государственная Третьяковская галерея, Экспоцентр на Красной Пресне, Государственная Дума РФ, Государственный музей изобразительных искусств им. А. С. Пушкина, Академия искусств Украины, 2-й Российский культурологический конгресс, Институт проблем современного искусства Украины, Государственный институт искусствознания Министерства культуры РФ, Институт последипломного образования (аспирантуры) искусств в Париже и др..

## Награды и признание
- Серебряная медаль ВДНХ СССР (1982)[4][7]
- Лауреат международной выставки (Прага, 1982)[7]
- Диплом Института художественного образования Российской Академии образования (1999).
- Почётная грамота Министерства образования Российской Федерации (2003).
- Государственный стипендиат Выдающихся деятелей культуры Российской Федерации (2003)[7]
- Благодарность Министра культуры и массовых коммуникаций Российской Федерации (19 июля 2006) — за многолетний плодотворный труд в отрасли культуры, высокий профессионализм, художественную индивидуальность и большой вклад в развитие русской культуры[13];
- Благодарность Министра культуры и искусств Автономной Республики Крым (2006).
- Благодарность Совета Министров Автономной Республики Крым (2007).
- Заслуженный художник Автономной Республики Крым (6 октября 2009) — за значительный личный вклад в развитие изобразительного искусства в Автономной Республике Крым, многолетний добросовестный труд и в связи с Днём художника[7][14]
- Заслуженный художник Российской Федерации (1 июня 2013) — за заслуги в области изобразительного искусства[3]
- Победитель международных конкурсов в Италии, Австралии, России.
- Призёр международных конкурсов в Австралии, Болгарии, Германии, Италии, Китае, Франции и России.
- Финалист международных конкурсов в Испании, Индии.